# Lupinus pachylobus
Lupinus pachylobus är en ärtväxtart som beskrevs av Edward Lee Greene. Lupinus pachylobus ingår i släktet lupiner, och familjen ärtväxter. Inga underarter finns listade i Catalogue of Life.